# Don Weis
Don Weis (* 13. Mai 1922 in Milwaukee, Vereinigte Staaten; † 26. Juli 2000 in Santa Fé, Vereinigte Staaten) war ein US-amerikanischer Regisseur bei Film und Fernsehen.

## Leben und Wirken
Weis studierte ab 1942 an der University of Southern California und ergatterte seinen ersten Filmjob als Botenjunge bei Warner Brothers. Noch während des Zweiten Weltkriegs diente er dem amerikanischen Militär als Techniker bei der First Motion Picture Unit des U.S. Army Air Corps. Wieder zurück im Zivilleben, begann Don Weis als Dialogregisseur und Drehbuchüberwacher und war in dieser Funktion beispielsweise 1946 an dem berühmten Film Noir aus dem Boxermilieu Jagd nach Millionen beteiligt. Auch an einem zwei Jahre darauf entstandenen weiteren Boxerdrama, Zwischen Frauen und Seilen, war Weis in derselben Funktion beteiligt. Nach seiner Mitarbeit als Skriptüberwacher an Joseph Loseys frühen Inszenierungen zu Beginn der 1950er Jahre, Dem Satan singt man keine Lieder und M, überließ MGM Don Weis 1951 die Regie zu dem gering budgetierten Streifen Bannerline.
Es folgten Aufträge für zweitrangige Kinofilme sowie ab 1954 für eine Fülle von Fernsehproduktionen, die Weis als zwar fleißigen, künstlerisch aber gänzlich unambitionierten Fließbandarbeiter auswiesen. Weis steuerte eine Unzahl an Folgen zu Serien bei, darunter auch in Deutschland beliebte Zuschauermagnete wie Dezernat M, Checkmate, Polizeirevier 87, Alfred Hitchcock präsentiert, Amos Burke, Batman, Ihr Auftritt, Al Mundy, Eddies Vater, Der Chef, Der Nachtjäger, Starsky & Hutch, MASH, Hawaii Fünf-Null, Fantasy Island, Love Boat, Remington Steele und Polizeirevier Hill Street. Für zwei Arbeiten erhielt er 1956 (für Little Guy) bzw. 1958 (für The Lonely Wizard Steinmetz) jeweils einen DGA Award. Eine weitere Nominierung folgte 1960. Zwischendurch inszenierte Don Weis auch weiterhin den einen oder anderen Kinofilm sowie mehrere Einzelfilme für das Fernsehen. 1990 zog sich der Regisseur ins Privatleben zurück.

## Filmografie
Nur Einzelinszenierungen für das Kino, wenn nicht anders angegeben
- 1948: Eine Frau zuviel (No Minor Vices) (Dialogregie)
- 1948: Das ist also New York (So This is New York) (Dialogregie)
- 1951: Dem Satan singt man keine Lieder (The Prowler) (Script-Supervisor)
- 1951: Bannerline
- 1951: It‘s a Big Country (Co-Regie)
- 1951: A Letter From a Soldier (Kurzfilm)
- 1952: Nur dies eine Mal (Just This Once)
- 1952: You for Me
- 1952: Fotograf aus Liebe  (I Love Melvin)
- 1953: Eine Leiche auf Rezept (Remains to bei Seen)
- 1953: A Slight Case of Larceny
- 1953: The Affairs of Dobie Gillis
- 1953: Half a Hero
- 1954: Die Tochter des Kalifen (The Adventures of Hajji Baba)
- 1956: Ride the High Iron
- 1959: Catch Me If You Can
- 1959: Jazz-Ekstase (The Gene Krupa Story)
- 1961: Rio (Fernsehfilm)
- 1962: Tu das nicht, Angelika (Critic’s Choice)
- 1964: Ich wäre so gerne verliebt (Looking for Love)
- 1964: Pyjama Party
- 1965: Billie
- 1966: Erbschaft um Mitternacht (The Ghost in the Invisible Bikini)
- 1966: The Longest Hundred Miles
- 1967: Der Pirat des Königs (The King’s Pirate)
- 1968: Did You Hear the One About the Traveling Saleslady?
- 1968: Einmal sieht man’s – einmal nicht (Now You See It, Now You Don’t) (Fernsehfilm)
- 1974: The Fess Parker Show (Fernsehkurzfilm)
- 1974: Crackle of Death (Fernsehfilm)
- 1975: Demon and the Mummy (Co-Regie, Fernsehfilm)
- 1976: Flo‘s Place (Fernsehfilm)
- 1978: Zero to Sixty
- 1978: The Millionaire (Fernsehfilm)
- 1979: The Dooley Brothers (Fernsehfilm)
- 1980: Back to the Planet of the Apes (Fernsehfilm)
- 1981: Die Rückkehr der Familie Frankenstein (The Munsters’ Revenge) (Fernsehfilm)